# Drogmi Shakya Yeshe
| Tibetische Bezeichnung                                                        |
| ----------------------------------------------------------------------------- |
| Tibetische Schrift: བྲོག་མི་ལོ་ཙ་བ།                                               |
| Wylie-Transliteration: brog mi shakya ye shes; brog mi lotsawa shakya ye shes |
| Andere Schreibweisen: Drogmi Lotsawa                                          |
| Chinesische Bezeichnung                                                       |
| Traditionell: Zhuomi Shijia Yixi                                              |
| Vereinfacht: 卓弥·释迦益喜                                                    |

Drogmi Shakya Yeshe (tib. brog mi shakya ye shes; 994–1078 / 993–1074 / 993–1077 u. a.) oder Drogmi Lotsawa (brog mi lo tsa ba) war ein berühmter tibetischer Übersetzer buddhistischer Sarma-Texte und Vorvater der Sakya-Schule des tibetischen Buddhismus. Marpa war einer seiner Schüler. Drogmi gründete 1043 im Nyugu-Tal in Westtibet in ein Kloster, das Kloster Nyugulung (myu gu lung).